# Ниммо, Брэндон
Брэндон Тейт Ниммо (англ. Brandon Tate Nimmo; 27 марта 1993, Шайенн, Вайоминг) — американский и итальянский бейсболист, аутфилдер клуба Главной лиги бейсбола «Нью-Йорк Метс». На драфте 2011 года был выбран в первом раунде под общим тринадцатым номером. В составе сборной Италии принимал участие в играх Мировой бейсбольной классики 2017 года.

## Биография

### Ранние годы
Брэндон Ниммо родился 27 марта 1993 года в Шайенне в штате Вайоминг. Младший из двух сыновей в семье. Его отец Рон работал бухгалтером, мать Патти была домохозяйкой. Его предки по материнской линии эмигрировали в США из Италии. В подростковом возрасте у него не было регулярной игровой практики, так как в школах Вайоминга нет бейсбольных программ. Главным его увлечением было родео, а в бейсбол он играл за одну из команд Американского легиона. Впервые Ниммо проявил себя в 2010 году на турнире в Кэри в Северной Каролине. В его играх он отбивал с показателем 40,0 %, после чего получил приглашение на матч всех звёзд школьного бейсбола, проводимый компанией Under Armour. В этом матче он набрал два RBI и был признан самым ценным его игроком. Его выступления привлекли внимание большинства клубов Главной лиги бейсбола. Летом 2011 года клуб «Нью-Йорк Метс» выбрал его на драфте под общим тринадцатым номером.

### Карьера в младших лигах
Контракт Ниммо подписал в августе 2011 года. Сумма бонуса игроку составила 2,1 млн долларов при рекомендованных для тринадцатого выбора 1,65 млн. Вице-президент клуба Пол Деподеста заявил, что это решение было обусловлено новой философией развития «Метс», ранее не плативших потенциальным новичкам значительные суммы. На профессиональном уровне Ниммо дебютировал в составе фарм-клуба «Метс» в Лиге Галф-Кост, а затем провёл семь матчей с показателем отбивания 24,1 % за «Кингспорт Метс» в Аппалачской лиге. В 2012 году он выступал в составе клуба «Бруклин Сайклонс» в Лиге Нью-Йорка и Пенсильвании, отбивая с эффективностью 24,8 %. По ходу сезона Ниммо отличался терпением и дисциплиной в игре на бите, но уровень его атлетизма и скорость оказались ниже ожидаемого.
Чемпионат 2013 года он провёл в составе клуба Южно-Атлантической лиги «Саванна Сэнд Нэтс». В 110 сыгранных матчах его показатель отбивания составил 27,3 %, но по ходу сезона Ниммо выступал нестабильно. Главными его проблемами стали игра против питчеров-левшей и выросшая доля получаемых страйкаутов. На результативность повлияла и травма руки, полученная им в апреле. В первой части сезона 2014 года Ниммо играл за «Сент-Луси Метс» в Лиге штата Флорида, где отбивал с показателем 32,2 %. Затем он был переведён в лигу уровнем выше, но в составе «Бингемтон Метс» его эффективность снизилась до 23,8 %. Его суммарный показатель OBP в матчах за обе команды составил 39,4 %. После перехода на следующий уровень фарм-системы его прогресс замедлился. Эффективность игры на бите снизилась до 26,9 %, показатель OBP опустился до 36,2 %. Частично игровые проблемы Ниммо объяснялись растяжением крестообразной связки колена, из которого ему пришлось пропустить часть чемпионата 2015 года.

### Главная лига бейсбола
В июне 2016 года Ниммо дебютировал в Главной лиге бейсбола. Он сыграл за «Метс» в 32 матчах регулярного чемпионата, отбивая с показателем 27,4 %. Также он провёл 97 матчей в составе клуба AAA-лиги «Лас-Вегас Фифти Уанс». В последующее межсезоне он конкурировал за место одного из основных аутфилдеров «Метс». Весной 2017 года Ниммо в составе сборной Италии принимал участие в играх Мировой бейсбольной классики. Он был основным центрфилдером и первым отбивающим команды. В чемпионате 2017 года он сыграл 69 матчей, деля время на поле с Майклом Конфорто и Хуаном Лагаресом. Эффективность его игры на бите составила 26,0 %, по итогам сезона он занял десятое место в лиге по доле заработанных уоков. В 2018 году Ниммо закрепился в роли стартового аутфилдера «Метс», приняв участие в 140 матчах.
Чемпионат 2019 года разделился для него на две части. В начале сезона Ниммо отбивал с показателем всего 20,0 %, испытывая проблемы из-за травмы шеи. Она же стала причиной, по которой он смог сыграть только 69 матчей. В концовке чемпионата он набрал форму и его атакующая эффективность составила 26,1 %. В сокращённом из-за пандемии COVID-19 сезоне 2020 года Ниммо вернулся на позицию стартового центрфилдера и сыграл за команду 55 матчей, отбивая с эффективностью 28,0 %. В 2021 году из-за травмы пальца он провёл только 92 игры с показателем отбивания 29,2 %. По ходу сезона Ниммо улучшил свою игру в защите на позиции центрфилдера, а после его завершения заявил, что хотел бы занимать её и в дальнейшем, несмотря на приход в команду Старлинга Марте.